# Tarca
Tarca war ein Flächen- und Feldmaß in Mexiko, hier in Veracruz im Besonderen.
- 1 Tarca = 36 Jarochas quadrada = 900 Varas quadrada = 632 Quadratmeter (= 4,213464 Ar[1])
  - 1 Jachora = 5 Varas

## Einzelnachweis
1. ↑   Friedrich Eduard Noback: Münz-, Maass- und Gewichtsbuch: des Geld Maass- und Gewichtswesen, die Wechsel- und Geldkurse, das Wechselrecht und die Usanzen. F. A. Brockhaus, Leipzig 1877, S. 606.